# Thomas Bartholin
Thomas Bartholin, noto in latino come Thomas Bartholinus e in italiano come Tommaso Bartolino (Copenaghen, 20 ottobre 1616 – Copenaghen, 4 dicembre 1680), è stato un anatomista danese famoso per essere stato il primo a descrivere completamente il sistema linfatico umano (1652).

## Biografia
Lui e suo fratello maggiore, Rasmus Bartholin, erano figli dell'eminente anatomista Caspar Bartholin; suo figlio Caspar, anch'esso anatomista, descriverà per primo le Ghiandole di Bartolini. Quando suo padre morì (1629), venne affidato alle cure del cognato Ole Worm, a sua volta famoso professore di medicina e archeologo.
Seguendo la tradizione familiare, oltre alla medicina si è interessato anche alla filosofia, all'archeologia, al diritto e alla filologia. Affetto da tubercolosi polmonare, nel 1640 Bartolini scese verso la Francia e l'Italia nella speranza che il clima mite potesse essere di beneficio alla sua salute; nel contempo frequentò le università del luogo. Si recò dapprima a Parigi, poi a Orléans, a Montpellier,  ha studiato a Napoli e infine a Padova, dove migliorò la tubercolosi, ma si ammalò di calcolosi renale. Nello Studio patavino Thomas Bartholin divenne allievo di Johann Vesling (1598-1649) il quale lo aiutò nella revisione delle Institutiones anatomicae del padre, pubblicate nel 1645, e di Giovanni Domenico Sala. Durante il suo soggiorno padovano, nel marzo 1642 fu uno degli studenti che assistettero alla scoperta del dotto pancreatico fatta da Johann Georg Wirsung. Durante il soggiorno nella città venera strinse anche un rapporto di collaborazione e amicizia con lo studioso italiano Cecilio Folli.
Nel 1659 divenne padre di Thomas Bartholin il Giovane, che avrebbe poi svolto la professione di antiquario. Appartenente alla scuola olandese di anatomia, Thomas Bartholin sostenne la teoria della circolazione del sangue del medico inglese William Harvey. Ha insegnato all'Università di Copenaghen (1646-1661) e fu medico del re Cristiano V (1670-1680).
Nel 1675 fece un resoconto della pratica della variolizzazione, mediante inoculazione di materiale proveniente da paziente ammalato di vaiolo in forma lieve, così come era praticata nelle campagne danesi.

## Opere

Antiquitatum veteris puerperii synopsis, 1676

- Acta medica et philosophica Hafniensia, 1672
- Anatomia, L'Aia: Ex typographia Adriani Vlacq, 1655
- Carmina varii argumenti, Copenaghen, 1669
- Cista medica hafniensis, Copenaghen, 1662
- De bibliothecae incendio, Copenaghen, 1670
- De cruce Christi hypomnemata IV, Typis Andreae ab Hoogenhuysen, Vesaliae (Wesel), 1673
- De flammula cordis epistola, Copenaghen, 1667
- De insolitis partus humani viis, Copenaghen, 1664
- De lacteis thoracis in homine brutisque nuperrime observatis, Hafniae (Copenaghen): M. Martzan, 1652
- De luce Animalium, 1647
- De medicina danorum domestica, Copenaghen, 1666
- De medicis poetis dissertatio, Hafniae: apud D. Paulli, 1669
- De monstris in natura et medicina
- De morbis biblicis miscellanea medica, Francofurti: D. Paulli, 1672
- De nivis usu medico observationes variae. Accessit D. Erasmi Bartholini de figura nivis dissertatio. (coautore Rasmus Bartholin) Copenaghen: Typis Matthiase Godichii, sumptibus Petri aubold, 1661
- De pulmonum substantia et motu. Copenaghen, 1663
- De unicornu, Padova, 1645
- De veterum puerperio, 1676
- Dispensarium hafniense, Copenaghen, 1658
- Historarium anatomicarum rariorum centuria I-VI, Copenaghen, 1654-1661
- Historiarum anatomicarum rariorum centuria I et II. Amsterdam: Apud Johannem Henrici, 1641 (seconda edizione, 1654)
- Orationes et dissertationes omnino varii argumenti, Copenaghen, 1668
- Vasa lymphatica in homine nuper inventa, Hafniae, 1654
- Vasa lymphatica nuper hafniae in animalibus inventa et hepatis exsequiae, Hafniae: Petrus Hakius, 1653